# Celebrate!
Celebrate! — двенадцатый студийный альбом американской группы Kool & the Gang, который вышел 29 сентября 1980 года на лейбле De-Lite Records. Альбом достиг № 1 в американском R&B-чарте и № 10 в Billboard 200. В альбоме была записана самая узнаваемая хитовая песня Kool & the Gang, занявшая первое место в чартах, «Celebration», которая и спустя четыре десятилетия, активно исполняется.

## История
Хотя к концу 1970-х диско было уже мертво, Kool & the Gang, тем не менее, выпустили монстра, попавшего в чарты и грохочущего в танцевальных клубах, который доказал, что жизнь в экспрессе успеха ещё есть. Celebrate, вышедший осенью 1980 года, ещё больше скрепил изысканные отношения между группой и бразильским фьюжн-гуру Эумиро Деодату, и, в равной степени обращаясь к фьюжн, фанку и диско, альбом принёс группе огромный успех. Попав в десятку лучших как в R&B, так и в поп-чартах, он продолжил возвращение, начатое с Ladies’ Night. Но именно первое детище Celebrate, неудержимая «Celebration», обеспечила группе возвращение на небывалую высоту. Рональд Белл предсказал, что песня «станет международным гимном», и он оказался прав. Песня не только возглавила американские чарты, но и быстро стала символом свободы — сначала для приветствия освобождённых из Ирана заложников, а затем для поздравления демократа Уолтера Мондейла с выдвижением в президенты. Недостатком стало то, что эта единственная песня не только сильно омрачила альбом, но и задала недостижимый стандарт для остальной части альбома, которая в результате потеряла популярность.

## Отзывы
| Оценки критиков  | Оценки критиков |
| Источник         | Оценка          |
| ---------------- | --------------- |
| AllMusic         | [ 3 ]           |
| Robert Christgau | C−              |
| Record Mirror    | [ 5 ]           |

Альбом получил в целом смешанные отзывы.
Деннис Хант из Los Angeles Times назвал Celebrate! «в основном отличным новым альбомом группы». Роберт Кристгау из The Village Voice поставил оценку C-, сказав: «Это кое-что говорит об этих пионерах фанка, что в отличие от Джеймса Брауна, Джорджа Клинтона и Ohio Players они безболезненно, даже выгодно, адаптировались к диско: сингл номер один выводит их альбом, спродюсированный Деодато, в первую десятку. Это говорит о том, что их фанк был таким безвкусным, как вы и предполагали». Эми Хэнсон из AllMusic считает, что «Celebrate ознаменовал конец эры для Kool & the Gang, поскольку группа ещё дальше оторвалась от своих фанковых корней и переняла танцевальные грувы в царство гладкого соула. Но что за путь!». Филипп Холл из Record Mirror поставил оценку 3 из 5 звёзд, сказав: «Kool’s Gang играют дискотечную музыку в стиле пентхаус. От каждой песни исходит атмосфера лёгкого достатка. В этом альбоме нет ни капли соул-звука, только много точной современной танцевальной музыки. Хотя я восхищаюсь Kool & The Gang за то, как они легко создают лёгкие и воздушные танцевальные ритмы, общее ощущение от альбома не оставило меня равнодушным. Это высокоэффективная, автоматизированная диско-музыка, созданная для того, чтобы ночные клубы всего мира были счастливы».

## Список композиций
| №  | Название             | Автор(ы)                        | Длительность |
| -- | -------------------- | ------------------------------- | ------------ |
| 1. | «Celebration»        | Рональд Белл, Kool & the Gang   | 4:58         |
| 2. | «Jones vs. Jones»    | George Brown, Kool & the Gang   | 4:18         |
| 3. | «Take It to the Top» | Bell, Kool & the Gang           | 4:19         |
| 4. | «Morning Star»       | Robert Mickens, Kool & the Gang | 3:46         |

| №  | Название        | Автор(ы)                       | Длительность |
| -- | --------------- | ------------------------------ | ------------ |
| 1. | «Love Festival» | Charles Smith, Kool & the Gang | 5:16         |
| 2. | «Just Friends»  | Bell, Kool & the Gang          | 4:23         |
| 3. | «Night People»  | Bell, Kool & the Gang          | 3:47         |
| 4. | «Love Affair»   | Brown, Kool & the Gang         | 4:21         |

## Чарты
| Чарт (1980)                     | Высшая позиция |
| ------------------------------- | -------------- |
| Австралия (Kent Music Report)   | 72             |
| Канада (RPM 100 Albums)         | 7              |
| США (Billboard 200)             | 10             |
| США (Billboard Top Soul Albums) | 2              |

| Чарт (1981)                | Позиция |
| -------------------------- | ------- |
| Австралия (RPM 100 Albums) | 43      |
| США (Billboard 200)        | 19      |
| США (Top Soul LPs)         | 8       |

## Сертификации
| Регион                                                      | Сертификация | Продажи    |
| ----------------------------------------------------------- | ------------ | ---------- |
| Канада (Music Canada)                                       | Золотой      | 50 000^    |
| США (RIAA)                                                  | Платиновый   | 1 000 000^ |
| ^ Данные о тиражах приведены только на основе сертификации. |              |            |